# NGC 6087
NGC 6087 је расејано звездано јато у сазвежђу Угломер које се налази на NGC листи објеката дубоког неба.
Деклинација објекта је - 57° 53' 59" а ректасцензија 16h 18m 51,8s. Привидна величина (магнитуда) објекта NGC 6087 износи 5,4. NGC 6087 је још познат и под ознакама OCL 948, ESO 137-SC15.